# Барбузанов, Иван Иванович
Иван Иванович Барбузанов (19 июня 1919 — 4 марта 1990) — фронтовик, комбайнёр Курмышской МТС Пильнинского района Нижегородской области. Герой Социалистического Труда (1952).

## Биография
Родился в 1919 году в семье бедняка в селе Деяново Курмышского уезда Симбирской губернии (ныне Нижегородская область).
Окончил семилетнюю школу, затем в апреле 1941 года окончил Лысковскую школу механизации сельского хозяйства получив квалификацию механика.
Участник Великой Отечественной войны с 22 августа 1941 года. С 1943 года и до конца войны — шофёр автомашины по перевозке ГСМ в 999-м Отдельном Висленском батальоне связи 9-го механизированного корпуса. Награждён медалью «За боевые заслуги» (09.02.1945) и орденом Отечественной войны II степени (1985).
Демобилизован в 1946 году. Ввернулся в родное село и стал работать комбайнером в Курмышской машинно-тракторной станции (МТС).
В 1952 году за достижение высоких показателей на уборке и обмолоте зерновых культур — комбаином «Сталинец-4» за 25 рабочих дней намолот составил 6110 центнеров зерна, И.И. Барбузанову присвоено звание Героя Социалистического Труда.
С 1979 года на пенсии. Умер 4 марта 1990 года. Похоронен на кладбище села Спасское Нижегородской области.